# Zbigniew Matuszczak

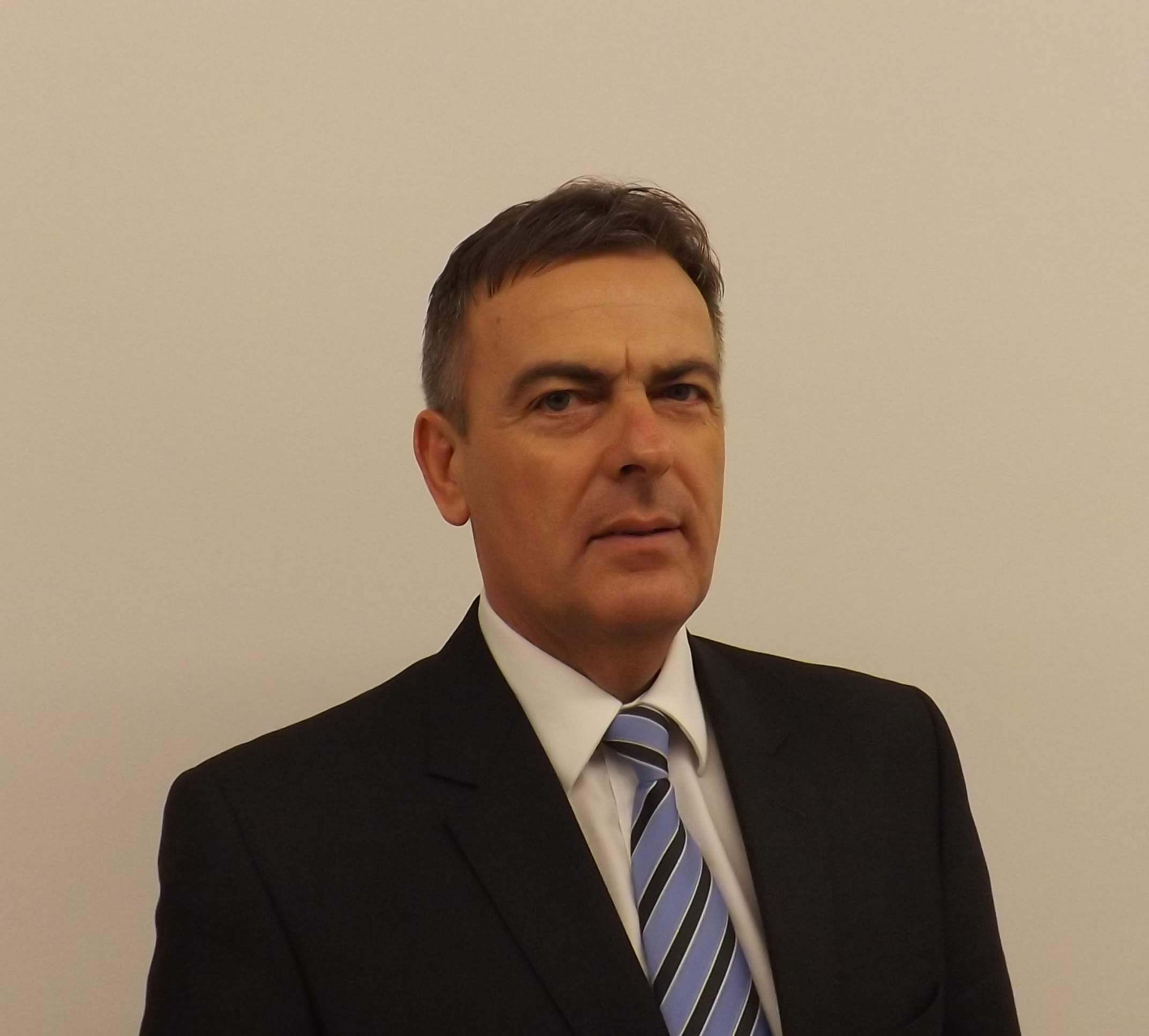
Zbigniew Matuszczak

Zbigniew Matuszczak (* 21. September 1962 in Biłgoraj) ist ein polnischer Politiker, Kommunalpolitiker, Jurist und seit 2007 Abgeordneter des Sejm in der VI. Wahlperiode.
Er beendete das Studium der Rechtswissenschaften an der Maria-Curie-Skłodowska-Universität in Lublin. In den Jahren 1998 bis 2006 saß er zwei Wahlperioden im Stadtrat von Chełm, bis 2002 war er Vertreter des Stadtpräsidenten. Später wurde er stellvertretender Direktor eines Bauunternehmens. Von 2006 bis 2007 war er Abgeordneter im Sejmik der Woiwodschaft Lublin.
Er ist Mitglied des Sojusz Lewicy Demokratycznej (Bund der Demokratischen Linken – SLD). Bei den Parlamentswahlen 2007 wurde er über die Liste der Lewica i Demokraci (Linke und Demokraten – LiD) mit 10.351 Stimmen für den Wahlkreis Chełm in den Sejm gewählt. Er ist Mitglied der Sejm-Kommissionen für Gesundheit und Infrastruktur.
Am 22. April 2008 wurde er Mitglied der neu gegründeten Fraktion Lewica.